# Carlos Tenorio
Carlos Vicente Tenorio Medina (Esmeraldas, Esmeraldas, 14 de mayo de 1979) es un exfutbolista ecuatoriano que jugaba en la posición de delantero y cuyo último equipo fue el Atlético Saquisilí de la Segunda Categoría de Ecuador.

## Trayectoria
Carlos Tenorio inició muy joven su carrera futbolística siendo Liga de Quito su primer club profesional. Gran rematador de cabeza y consumado artillero, su fulminante aparición en la Serie B del 2001 y el gran año 2002 en donde marcó 16 goles en 37 partidos y en el que además fue parte del plantel mundialista de Ecuador, fueron motivo para ser transferido al Al-Nassr del fútbol árabe para la temporada 2003, en donde marcó 15 tantos en 16 partidos. Sin embargo, fue en el club Al-Sadd SC en donde ganó gran notoriedad al ser el segundo máximo goleador de la liga de Catar, por detrás del legendario Gabriel Batistuta. Sus tantos contribuyeron a que el Al-Sadd consiguiera el título de liga y a la histórica goleada de 21-0 que su equipo le endosó al Meather en la Qatar Sheikh Jassem Cup a la cual contribuyó con 10 tantos el 26 de agosto de 2006, superando así su récord anterior de 16-2 al Shammall.
Para la temporada 2006 fue pretendido por varios clubes europeos, entre ellos el AC Siena de la Serie A de Italia y el Lille Olympique Sporting Club de la Ligue 1 de Francia. Sin embargo, a pesar de las ofertas de estos dos clubes por el artillero ecuatoriano, el club árabe se rehusó a venderlo.
Para el verano de ese año Carlos Tenorio fue convocado para jugar por la Selección Ecuatoriana de fútbol durante la Copa Mundial de Fútbol de 2006, en donde ayudó a su país a llegar a los octavos de final, marcando 2 tantos para el cuadro tricolor.
Su buena participación durante este torneo le valieron nuevas ofertas para mudarse al fútbol europeo, y pese a que sonó mucho para el Monaco de la Ligue 1, nuevamente el club asiático frustró la venta. El A.C Milan también estuvo interesado en el artillero ecuatoriano. Pese a esto, se notaba cómo el artillero ecuatoriano había ganado notoriedad en el mundo futbolístico.
Tras cinco años en el club Al-Sadd SC, Carlos Tenorio finalmente se mudó hacia el Al-Nasr SC de los Emiratos Árabes Unidos en donde formó una dupla temible con el atacante Ismael Bangoura.
Luego de dos años Carlos Tenorio vuelve a América del Sur para fichar nuevamente por Liga de Quito. Sin embargo, pese a que el club merengue había anunciado su contratación el 20 de diciembre de 2011, a inicios de enero de 2012 se conoció que su agente lo había negociado al Vasco da Gama del Campeonato Brasileño de Serie A.
Finalmente para la temporada 2012, el Vasco da Gama de Brasil lo contrata. Tras algunos partidos disputados se lesiona gravemente, sufrió una rotura del tendón de Aquiles en el partido que su equipo enfrentaba al Olaria, dejándolo 6 meses fuera de las canchas, en estos últimos meses expresó querer volver al fútbol ecuatoriano, por lo cual dirigentes de Barcelona Sporting Club y Liga de Quito mostraron interés en el delantero experimentado, a final de año desciende con el Vasco da Gama.
En el 2014 vuelve al fútbol ecuatoriano incorporándose a las filas de El Nacional, con la expectativa de ser goleador y así ser tomado en cuenta para ser parte de la plantilla de Ecuador, que iba a jugar el mundial de Brasil 2014. Lamentablemente Tenorio no fue al mundial a pesar de marcar algunos goles con El Nacional. En el segundo semestre del 2014 deja El Nacional y se da su incorporación al Bolívar de Bolivia, con la responsabilidad de reemplazar a Ferreira goleador del Bolívar de la Copa Libertadores 2014 logrando ganar también 2 torneos nacionales con el Bolívar. 
En el 2016 regresó al fútbol ecuatoriano uniéndose a Liga de Quito, pero su campaña fue mala, siendo criticado por la hinchada y prensa deportiva por su bajo rendimiento.
En 2017 jugó unos pocos partidos en el equipo boliviano Sport Boys Warnes y en 2018 fichó por el Atlético Saquisilí de la Segunda Categoría de Ecuador.

## Selección nacional
Formó parte del equipo que disputó la Copa Mundial de la FIFA de 2002 jugó en los tres partidos que disputó la Selección Ecuatoriana de fútbol, también formó parte del plantel en la Copa Mundial de la FIFA de 2006 donde anotó 2 goles en 3 partidos disputados.
Su primer gol en una Copa Mundial de Fútbol se produjo el 9 de junio de 2006 en la victoria de su selección por 2-0 frente a su similar de Polonia. Su segundo tanto lo consiguió el 15 de junio al abrir la goleada de 3-0 frente a la selección de Costa Rica.
Fue parte del plantel en la Copa Oro 2002 y en la Copa América 2007.
Su velocidad y habilidad para el regate lo convirtió en uno de los jugadores más seguidos por los ojeadores del torneo.

#### Participaciones enCopas del Mundo
| Mundial                       | Sede                     | Resultado                | PJ | GA | Asis |
| ----------------------------- | ------------------------ | ------------------------ | -- | -- | ---- |
| Mundial de Corea y Japón 2002 | Corea del Sur y Japón    | Fase de grupos           | 3  | 0  | 0    |
| Mundial de Alemania 2006      | Alemania                 | Octavos de final         | 3  | 2  | 0    |
| Total en Copas del Mundo      | Total en Copas del Mundo | Total en Copas del Mundo | 6  | 2  | 0    |

#### Participaciones enCopas América
| Torneo            | Sede      | Resultado      | PJ | GA | Asis |
| ----------------- | --------- | -------------- | -- | -- | ---- |
| Copa América 2007 | Venezuela | Fase de grupos | 3  | 0  | 0    |

#### Participaciones enCopas Oro
| Torneo        | Sede           | Resultado      | PJ | GA | Asis |
| ------------- | -------------- | -------------- | -- | -- | ---- |
| Copa Oro 2002 | Estados Unidos | Fase de grupos | 1  | 0  | 0    |

#### Participaciones enEliminatorias al Mundial
| Eliminatoria                                | Sede del Mundial       | Posición               | Resultado   | PJ | GA | Asis |
| ------------------------------------------- | ---------------------- | ---------------------- | ----------- | -- | -- | ---- |
| Eliminatorias Mundial de Corea y Japón 2002 | Corea del Sur y Japón  | 2°lugar 31pts          | Clasificado | 1  | 0  | 0    |
| Eliminatorias Mundial de Alemania 2006      | Alemania               | 3°lugar 28pts          | Clasificado | 7  | 1  | 0    |
| Eliminatorias Mundial de Sudáfrica 2010     | Sudáfrica              | 6°lugar 23pts          | Eliminado   | 4  | 0  | 1    |
| Total en Eliminatorias                      | Total en Eliminatorias | Total en Eliminatorias | 2/3         | 12 | 1  | 1    |

## Participaciones en torneos internacionales

### Copas del Mundo
| Torneo                         | Sede                     | Resultado                | Partidos | Goles | Asistencias |
| ------------------------------ | ------------------------ | ------------------------ | -------- | ----- | ----------- |
| Copa Mundial de Fútbol de 2002 | Corea del Sur y Japón    | Fase de grupos           | 3        | 0     | 0           |
| Copa Mundial de Fútbol de 2006 | Alemania                 | Octavos de final         | 3        | 2     | 0           |
| Total en Copas del Mundo       | Total en Copas del Mundo | Total en Copas del Mundo | 6        | 2     | 0           |

### Copa América
| Copa              | Sede      | Resultado      | Partidos | Goles | Asistencias |
| ----------------- | --------- | -------------- | -------- | ----- | ----------- |
| Copa América 2007 | Venezuela | Fase de grupos | 3        | 0     | 0           |

### Participaciones en Copas Oro
| Copa                   | Sede           | Resultado      | Partidos | Goles | Asistencias |
| ---------------------- | -------------- | -------------- | -------- | ----- | ----------- |
| Copa Oro CONCACAF 2002 | Estados Unidos | Fase de grupos | 1        | 0     | 0           |

## Clubes
| Club               | País           | Año         | Partidos | Goles |
| ------------------ | -------------- | ----------- | -------- | ----- |
| Liga de Quito      | Ecuador        | 1997 - 2002 | 59       | 27    |
| Al-Nassr           | Arabia Saudita | 2003        | 16       | 15    |
| Liga de Quito      | Ecuador        | 2003        | 3        | 5     |
| Al-Sadd            | Catar          | 2003 - 2009 | 88       | 63    |
| Al-Nasr SC         | EAU            | 2009 - 2011 | 29       | 25    |
| Vasco da Gama      | Brasil         | 2012 - 2013 | 33       | 6     |
| El Nacional        | Ecuador        | 2014        | 12       | 5     |
| Bolívar            | Bolivia        | 2014 - 2015 | 58       | 23    |
| Liga de Quito      | Ecuador        | 2016        | 26       | 3     |
| Sport Boys Warnes  | Bolivia        | 2017        | 7        | 1     |
| Atlético Saquisilí | Ecuador        | 2018        | 2        | 1     |
| TOTAL              | TOTAL          | TOTAL       | 346      | 174   |

## Palmarés

### Campeonatos nacionales
| Título                 | Club          | País    | Año     |
| ---------------------- | ------------- | ------- | ------- |
| Serie B                | Liga de Quito | Ecuador | 2001    |
| Serie A                | Liga de Quito | Ecuador | 2003    |
| Liga de Catar          | Al-Sadd       | Catar   | 2003-04 |
| Copa del Emir de Catar | Al-Sadd       | Catar   | 2004-05 |
| Liga de Catar          | Al-Sadd       | Catar   | 2005-06 |
| Copa Príncipe de Catar | Al-Sadd       | Catar   | 2005-06 |
| Copa del Jeque Jassem  | Al-Sadd       | Catar   | 2006    |
| Liga de Catar          | Al-Sadd       | Catar   | 2006-07 |
| Copa del Emir de Catar | Al-Sadd       | Catar   | 2006-07 |
| Copa Príncipe de Catar | Al-Sadd       | Catar   | 2006-07 |
| Copa Príncipe de Catar | Al-Sadd       | Catar   | 2007-08 |
| Primera División       | Bolívar       | Bolivia | 2014    |
| Primera División       | Bolívar       | Bolivia | 2015    |

### Distinciones individuales
| Distinción                                     | Año     |
| ---------------------------------------------- | ------- |
| Máximo goleador de la Liga Árabe (15 goles)    | 2002-03 |
| Máximo goleador de la Liga de Catar (21 goles) | 2005-06 |